# Brüder Sass
Die Brüder Sass waren zwei Berliner Einbrecher, die in der Weimarer Republik große Bekanntheit erlangten.

## Herkunft
Franz (* 24. Oktober 1904) und Erich (* 3. April 1906) Sass (beide † 27. März 1940) waren zwei von insgesamt fünf Söhnen des Lohnschneiders Andreas Sass und der Wäscherin Marie Sass aus Berlin-Moabit. Sie wuchsen in ärmlichen Verhältnissen auf. Die Wohnung der Familie im Hinterhaus der Birkenstraße 57⊙ hatte nur 40 m² Fläche. Im Jahr 1910 wohnte die Familie in der Havelberger Straße 16.⊙ Bereits in ihrer Jugend kamen sie mit Jugendamt und Polizei wegen geringerer Delikte in Berührung.

## „Geldschrankknacker“
1926 beschlossen die Brüder, sich dem kriminellen Öffnen von Tresoren zuzuwenden. Dazu nutzten sie modernste Methoden, die inzwischen für ihr „Gewerbe“ als prototypisch gelten, damals allerdings ein Novum darstellten: das Öffnen von Banktresoren mit Schneidbrennern.
Nach Beschaffung eines Schneidbrenners der Fa. Fernholtz versuchten sie sich erstmals im März 1927 an der Depositenkasse der Deutschen Bank im heimatlichen Moabit. Der erste Versuch scheiterte am nicht einkalkulierten Sauerstoffverbrauch des Schneidbrenners, der ihnen im engen Kellerraum die Atemluft nahm.
Eine Reihe weiterer Versuche bei der Dresdner Bank an der Budapester Straße, der Reichsbahndirektion am Schöneberger Ufer und schließlich am 20. Mai 1928 beim Landesfinanzamt Moabit schlugen allesamt fehl. Dafür war inzwischen Kriminalsekretär Max Fabich auf die Spur der erfolglosen Einbrecher angesetzt worden.

## Der Diskonto-Einbruch
Am 27. Januar 1929 drangen die Brüder in die Stahlkammer der Diskontobank am Wittenbergplatz (Kleiststraße 23) ein. In wochenlanger Arbeit hatten sie einen Tunnel vom Nachbarhaus zum Keller der Zweigstelle gegraben. Durch einen Luftschacht gelangten sie dann an die Außenwand des Tresorraums, die aufgebrochen wurde. Dort öffneten sie 179 der 181 Schließfächer und räumten sie aus.
Der Einbruch wurde erst nach drei Tagen entdeckt, da die Tür von innen blockiert war. Der Kassierer, der am 28. Januar vergeblich versuchte, die Tür zu öffnen, vermutete erst ein defektes Schloss. Daraufhin rief man Spezialisten der Firma Arnheim, aus deren Produktion der Tresor stammte. Arnheim-Tresore waren wegen ihrer Stabilität damals weltbekannt, doch auch die Firmenspezialisten konnten die Tür nicht öffnen. Erst am Mittwoch, den 30. Januar, gelang zwei Maurern der Durchbruch durch die Betonwand.
Im Chaos der geplünderten Tresorräume fanden die Bankangestellten zwei Flaschen Wein, die von den Einbrechern geleert worden waren. Der Schaden wurde auf zwei bis zweieinhalb Millionen Reichsmark geschätzt. Genauere Angaben machten die Schließfachinhaber nicht, vermutlich weil viele Werte dort vor der Steuerbehörde versteckt worden waren.

## Berühmtheiten
Kriminalsekretär Fabich kam die Machart des Einbruchs bekannt vor, also wurden die Brüder observiert, ihre Moabiter Wohnung durchsucht und schließlich beide festgenommen. Kurz darauf, am 6. April 1929, mussten sie aus Mangel an Beweisen wieder freigelassen werden, woraufhin die Brüder zur Pressekonferenz in das Nobelrestaurant Lutter & Wegner am Gendarmenmarkt luden, wo sie den Journalisten unter anderem von bereits eingegangenen Filmangeboten erzählen konnten. Sie scheuten sich nicht, ihren Reichtum offen zur Schau zu tragen. Zu ihrer Bekanntheit trug neben dieser offen gezeigten Chuzpe auch bei, dass sie in Robin-Hood-Manier bedürftigen Moabitern Geldscheine in die Briefkästen steckten.

## Kopenhagen
Bis 1932 konnte ihnen gerichtlich nichts nachgewiesen werden. Mit der Machtübernahme der Nationalsozialisten im Januar 1933 erschien es den Sass-Brüdern klüger, nach Dänemark auszuwandern. Die Kopenhagener Polizei registrierte bald darauf eine Serie von Einbrüchen und geknackten Tresoren. 1934 fand Kriminalassistent Christian Bjerring, auch bekannt als Christian der Reizbare, bei einer Durchsuchung des Hotelzimmers der Brüder Sass Beweise für begangene Einbrüche und versteckte Devisen. Dafür wurden sie in Dänemark zu vier Jahren Haft verurteilt, die sie bis 1938 absitzen mussten.

## Auslieferung, Urteil und Ermordung
Nach Haftentlassung wurden Franz und Erich sofort nach Deutschland ausgeliefert. Der von Bjerring informierte Fabich hatte in der Zwischenzeit in einer gründlichen Durchsuchung der Moabiter Wohnung, in der diesmal auch die Dielenbretter aufgerissen wurden, Beweismaterial für vergangene Einbrüche, nicht aber für den in der Diskontobank entdeckt. Nach zwei Jahren Untersuchungshaft wurden sie wegen gemeinschaftlich begangenen schweren Diebstahls und Devisenvergehens verurteilt. Franz Sass wurde zu 13, Erich Sass zu 11 Jahren Zuchthaus verurteilt. Beide hatten trotz schwerer Folterungen das Versteck des Diskontobank-Raubes nicht preisgegeben. Am 27. März 1940 wurden sie bei der Überführung ins KZ Sachsenhausen von der Gestapo unter Führung von Rudolf Höß erschossen. Die NS-Presse meldete tags darauf, sie seien „bei Widerstand erschossen“ worden. Im Totenschein allerdings stand ganz offen „Auf Befehl des Führers erschossen“.
Der Schatz wurde bis heute (Stand November 2022) nicht gefunden. Viele Amateur-Schatzsucher vermuten, dass die Beute im Grunewald oder am Müggelsee vergraben wurde.

## Bandenmitglieder
Laut Eugen Kogon war das zu lebenslänglichem Zuchthaus verurteilte Mitglied der Sass-Bande Xaver Abel im Konzentrationslager Kaiserwald bei Riga dort als »Lagerältester« und als »Mister X« bekannt, der durch besondere Grausamkeit gegenüber den Häftlingen hervorstach.

## Anspielungen
In den ersten Jahren der NS-Diktatur machten folgende Flüsterwitze die Runde:
- Frage: „Wie buchstabiert man Deutschlands bekannteste Verbrecher?“ – Antwort: „S-A-S-S“ (SA und SS).
- Frage: „Wer hat den Reichstag angezündet?“ – Antwort: „Die Gebrüder Sass!“ (SA und SS)

## Verfilmungen
- Werner Klingler (Regie): Banktresor 713 (1957)
- Rainer Wolffhardt (Regie): Auf Befehl erschossen. Die Brüder Sass, einst Berlins große Ganoven (1972)
- Carlo Rola (Regie): Sass (2001)
- Gabi Schlag: Geschichte im Ersten: Tatort Berlin – Die Bankräuber-Brüder Sass.[7]
- Erik Schmitt (Regie): Cleo (2019)